# Hôtel de ville de Pernes-les-Fontaines
L'hôtel de ville de Pernes-les-Fontaines est situé dans l'ancien Hôtel de Brancas-Cheilus, de Pernes-les-Fontaines, dans le Vaucluse.

## Histoire
Construit à partir de 1652, sous la direction de Jean Rochas, il est alors connu sous le vocable Hôtel de Brancas-Cheilus, du nom de la famille qui l'occupait. En 1741, une partie de l'hôtel particulier devient maison commune, le reste du bâtiment restant pour l'habitat particulier. Il devient mairie en totalité en 1973. L'hôtel de Cheylus est classé au titre des monuments historiques depuis le 31 mars 2009.

## En savoir plus